# Francesco De Francesco (calciatore)
Francesco De Francesco (Tortora, 21 settembre 1977) è un ex calciatore italiano, di ruolo attaccante.

## Carriera

### Club
Inizia la sua carriera nell'Armando Picchi, piccola società sportiva di Tortora, suo paese di origine. Nel 1989, dopo un provino a Milanello, entra a far parte delle giovanili del Milan. A livello giovanile la carriera è ricca di soddisfazioni: con i rossoneri De Francesco si laurea campione d'Italia nelle categorie Giovanissimi, Allievi e Primavera e diventa uno dei punti di forza delle nazionali under. Nella stagione 1994-1995 entra a far parte del gruppo della prima squadra allenata da Fabio Capello. Disputa con i rossoneri due partite di Coppa Italia contro Inter e Palermo, vincendo una Supercoppa Italiana contro la Sampdoria.
La stagione successiva, a 17 anni, viene mandato a far esperienza in C1 con il Prato. Disputa una buona stagione con 22 presenze e sette gol, ma interrotta da un grave infortunio al ginocchio che gli preclude il passaggio al Venezia in Serie B. Nel 1996-1997, dopo alcune brevi apparizioni in Coppa Italia, il Milan lo cede nuovamente in prestito al Prato. In questa stagione riceve anche il riconoscimento di miglior giocatore Under-20 del torneo. Per il campionato di Serie A 1997-1998 passa al Lecce di Cesare Prandelli e debutta in Serie A non ancora ventenne il 13 settembre 1997 contro l'Udinese (1-2). Con i salentini colleziona 19 presenze in campionato e segna un gol in Coppa Italia.
Si trasferisce quindi alla Salernitana, neo-vincitrice del campionato cadetto. Le incomprensioni con l'allenatore Delio Rossi lo relegano fuori dal terreno di gioco e nel mercato di gennaio viene ceduto in prestito al Cosenza in B dove realizza 4 gol in 13 partite. Nel 1999 fa ritorno a Salerno, ma anche in questa occasione i rapporti con la società non sono dei migliori e si trasferisce nuovamente a Cosenza. Nel 2002 passa al Treviso in C1, prima di far ritorno tra i cadetti dove veste la gloriosa maglia del Genoa. I liguri però retrocedono in serie C e De Francesco viene ceduto al Como, allenato da Eugenio Fascetti. Il Como retrocede in C e a causa di gravi problemi societari i giocatori vengono svincolati. Dopo alcuni mesi di stop De Francesco si accasa alla SPAL in C1 per poi far ritorno ancora in B con la Cremonese con cui rimedia un'altra retrocessione.
Nella stagione 2006-2007 torna a vestire per la terza volta la maglia del Cosenza in Serie D, ma un infortunio lo tiene fuori praticamente per tutta la stagione riuscendo a collezionare poche presenze.

### Nazionale
Dal 1992 al 1996 veste le maglie delle nazionali italiane Under-15, Under-16, Under-17 e Under-18, per un totale di 25 presenze e 14 gol in 25 convocazioni.
Viene convocato per la prima volta nel giugno del 1992 per la prestigiosa partita tra Inghilterra-Italia, nello storico stadio di Wembley, schierato nell'undici titolare a fianco del romanista Francesco Totti. L'8 maggio 1993 la nazionale Under-16 di Sergio Vatta perde 1-0 contro la Polonia la finale del campionato europeo di categoria, con De Francesco in campo dal primo minuto.
Durante l'esperienza a Lecce entra nel giro dell'Under-21 di Marco Tardelli, senza tuttavia riuscire a esordirvi.